# Strigoderma rutelina
Strigoderma rutelina är en skalbaggsart som beskrevs av Bates 1888. Strigoderma rutelina ingår i släktet Strigoderma och familjen Rutelidae. Inga underarter finns listade i Catalogue of Life.